# Maguay
Maguay este o companie românească înființată în 1992, care activează în domeniul tehnologiei informației.
Sediul central este situat în București, unde dispune de o zonă de showroom pentru expunerea ultimelor produse. Compania beneficiază de reprezentare directă în Brașov, Constanța, Ploiești și Târgoviște, având 60 de angajați și o rețea de parteneri și service în toată țara.
Maguay și-a dezvoltat propria linie de sisteme portabile, MyWay, sisteme desktop (GamePower, OfficePower, ExpertStation, PowerStation), servere și soluții storage.

### Cifra de afaceri:
- 2011: 14 milioane euro
- 2010: 12,8 milioane euro[1]
- 2007: 8,5 milioane euro[2].